# The Cameraman
The Cameraman es una película estadounidense de 1928 dirigida por Edward Sedgwick y Buster Keaton, con actuación de éste, de Marceline Day y de Harold Goodwin.

## Argumento
En Nueva York, un fotógrafo callejero (Buster Keaton) se enamora de una mujer llamada Sally (Marceline Day), que trabaja como secretaria en un noticiero cinematográfico. Para estar cerca de ella, Buster decide trabajar en el mismo estudio cinematográfico, para lo cual empeña su cámara fotográfica y compra una vieja cámara de cine. Los intentos del protagonista por ser contratado son subestimados por Harold (Harold Goodwin), un camarógrafo del estudio que también intenta conquistar a Sally.
Sally, por su parte, anima a Buster y le aconseja que filme lo más que pueda para poder mostrarle su trabajo al jefe del noticiario. Buster le hace caso, pero debido a su falta de experiencia el metraje resultante tiene errores de exposición. A pesar del fracaso, Sally decide ir en una cita con Buster. La pareja va a la piscina de la ciudad, donde Buster debe lidiar con numerosos inconvenientes. Tras salir de la piscina, la pareja se encuentra con Harold, quien ofrece llevar a Sally en su automóvil. La joven acepta y Buster debe sentarse en la parte trasera del vehículo, donde queda empapado debido a una súbita lluvia.
Al día siguiente, Sally recibe información sobre una posible noticia que ocurrirá en el barrio chino. La joven decide ayudar a Buster y le entrega el dato solo a él, quien corre hacia el lugar para poder filmar la noticia. En su camino choca accidentalmente contra un organillero, supuestamente matando a su mono. Un policía acude al lugar y obliga a Buster a pagar por el mono, ordenándole además que se lleve el cuerpo del animal con él. Minutos después, el mono recobra el conocimiento y acompaña al camarógrafo en su tarea.
Al llegar al barrio chino, el desfile que Buster está filmado es interrumpido por un enfrentamiento armado entre clanes rivales. Cuando el camarógrafo es acorralado por los miembros de uno de los clanes, un grupo de policías lo rescata y arresta a los combatientes. Buster regresa al noticiero pero descubre que su cámara no tenía película, por lo que perdió todo lo que había filmado. Cuando el jefe de Sally la regaña por haberle dado el dato de la noticia a un camarógrafo tan inexperto, Buster decide renunciar al noticiero y evitar que la joven sufriera más problemas.
Buster regresa a su antiguo empleo, pero no abandona su pasatiempo como camarógrafo cinematográfico. Mientras filma una carrera de botes, descubre que la película del enfrentamiento en el barrio chino había sido cambiada por el mono, por lo que si la había registrado después de todo. Sally y Harold, que estaban viajando juntos en un bote, sufren un accidente y caen al mar. Harold logra nadar hasta la orilla, pero la joven queda en el mar por culpa del bote que sigue en marcha alrededor de ella. Buster se da cuenta de esto y la rescata. Mientras el camarógrafo va a una farmacia para ayudarla, Sally recobra el conocimiento y Harold miente diciendo que él la rescató. Ambos se van caminando por la playa, mientras Buster regresa de la farmacia y los ve alejarse.
El camarógrafo decide enviar la película del enfrentamiento en el barrio chino al noticiero, la que es examinada por el jefe en compañía de Sally y Harold. El jefe queda impresionado por el registro de Buster, diciendo que es el mejor trabajo de cámara que ha visto en años. Dentro del metraje se encuentra además la filmación del accidente de bote, el cual fue registrado por el mono de Buster. Gracias a esto Sally descubre que su verdadero héroe fue Buster, por lo que decide ir tras él. Sally le cuenta que su jefe está impresionado por su trabajo, y que planea darle un gran recibimiento. Mientras los dos caminan por la calle, Buster confunde un desfile en honor al aviador Charles Lindbergh creyendo que en realidad es en su nombre.

## Reparto
- Buster Keaton: Buster.
- Marceline Day: Sally Richards.
- Harold Goodwin: Harold Stagg.
- Sidney Bracey: Edward J. Blake, el jefe
- Harry Gribbon: Hennessey, el policía.

## Producción

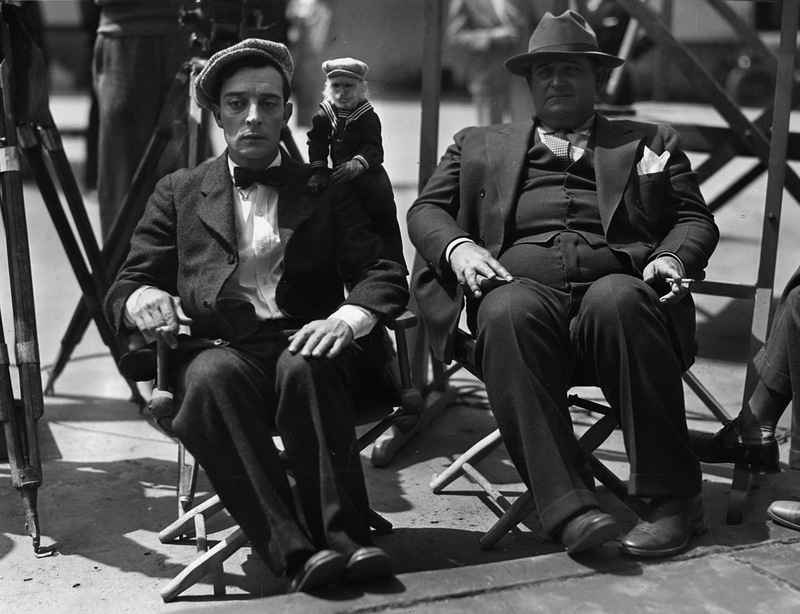
Buster Keaton y Edward Sedgwick durante el rodaje de la película.

Debido a las dificultades para obtener utilidades y a la aparición del cine sonoro, el entonces productor de Buster Keaton, Joseph Schenck, decidió no seguir financiando sus películas. Ante esto, la producción de sus películas fue asumida por la compañía Metro-Goldwyn-Mayer, que en 1926 había distribuido su filme El boxeador. The Cameraman fue la primera de las películas de Keaton producidas por MGM, quien recibió un sueldo de 3.000 dólares semanales por su trabajo.
Sin embargo, la experiencia de Keaton con la compañía no fue satisfactoria. Según sus palabras, el haberse trasladado a MGM fue "el peor error de mi carrera". Al estar en uno de los mayores estudios de Hollywood, Keaton perdió el control creativo que había tenido en sus anteriores películas. Esto provocó que el actor tuviera menos oportunidades para improvisar y realizara menos escenas peligrosas.
A pesar de las dificultades, The Cameraman logró recaudar $797.000, y el mismo Keaton la consideró una de sus mejores películas.

## Recepción
El año 2005 fue seleccionada junto a otras cintas para formar parte del National Film Registry, un archivo cinematográfico que se dedica a conservar películas "cultural, histórica o estéticamente significativas".